# 広橋綏光
広橋綏光（ひろはし やすみつ、元和2年（1616年）1月23日 - 承応3年（1654年）3月4日）は、江戸時代前期の公卿。

## 官歴
- 元和3年（1617年）：従五位下
- 元和6年（1620年）：従五位上、侍従
- 寛永元年（1624年）：中宮権大進
- 寛永4年（1627年）：正五位下
- 寛永8年（1631年）：権右少弁
- 寛永9年（1632年）：蔵人
- 寛永10年（1633年）：正五位上、右少弁
- 寛永12年（1635年）：左少弁
- 寛永14年（1637年）：右中弁
- 寛永16年（1639年）：正四位下
- 寛永18年（1641年）：左中弁
- 寛永19年（1642年）：右大弁、蔵人頭、神宮奉行、正四位上
- 寛永20年（1643年）：参議、左大弁、従三位
- 慶安元年（1648年）：正三位
- 慶安3年（1650年）：権中納言
- 慶安4年（1651年）：踏歌節会外弁
- 承応2年（1653年）：賀茂伝奏

## 系譜
- 父：広橋兼賢
- 母：正親町季康の娘
- 弟：日野西国豊
- 弟：竹屋光忠
- 子：広橋兼茂
- 子：広橋綏尚
- 子：広橋貞光（日野西国宣）
- 子：西大路隆平